# سيدي بوعثمان
سيدي بوعثمان (بالإنجليزية: SIDI BOU OTHMANE)‏ هي مدينة مغربية تقع شمال مدينة مراكش وتبعد عنها ب 32 كلم على الطريق الوطنية رقم 9 الرابطة بين البيضاء ومراكش. المدينة تنتمي لإقليم الرحامنة وتضم حوالي 50.00 نسمة، وتعتبر الفلاحة من أهم أنشطة المنطقة، ويوجد حي صناعي بها كما تتميز المنطقة بتربية الماشية وجودة لحومها.
و دوار الوراث الذي يقع على مسافة 7 كم
عن سيدي بوعثمان
وقد شهدت المدينة معركة سيدي بوعثمان في 6 شتنبر 1912 بين المستعمر الفرنسي وجيش أحمد الهيبة. بلغ مجموع عدد سكان سيدي بوعثمان حسب إحصاءات 2004 حوالي 17492 نسمة من بينهم 5 أجانب يعيشون في 2986 أسرة.
و تعتبر سيدي بوعثمان مدينة متخلفة بسبب فساد المسؤولين في المدينة و عقلية سكان المتخلفة 

## إحصاء عام
| السنة | عدد السكان | عدد الأسر | عدد الأجانب |
| ----- | ---------- | --------- | ----------- |
| 1994  | 15175      | 2285      | °°°°        |
| 2004  | 17492      | 2986      | 5           |

## وصلات خارجية
- موقع الرحامنة
- ملفات صور الرحامنة: سيدي بوعثمان